# ريتشارد مايرز (ملحن)
ريتشارد مايرز (بالإنجليزية: Richard Myers)‏ هو ملحن وكاتب أغاني أمريكي، ولد في 1901، وتوفي في 1977.

## وصلات خارجية
- ريتشارد مايرز على موقع IMDb (الإنجليزية)
- ريتشارد مايرز على موقع ميوزك برينز (الإنجليزية)
- ريتشارد مايرز على موقع قاعدة بيانات برودواي على الإنترنت (الإنجليزية)
- ريتشارد مايرز على موقع ديسكوغز (الإنجليزية)